# Вьетнамское имя
Полное вьетнамское имя обычно состоит из трёх (реже — четырёх) частей: фамилии отца (реже — фамилии матери), среднего имени или «прозвища» и собственного имени. В соответствии с восточноазиатской системой личных имён, во Вьетнаме полное имя традиционно строится в вышеназванном порядке (как у китайцев, японцев, корейцев и др.). Одну фамилию без имени у вьетнамцев использовать и писать не принято. Имя же без фамилии употребляется очень часто (пояснения см. ниже).
При переводе полного вьетнамского имени на русский язык необходимо каждую часть писать отдельно и с заглавной буквы например, Фам Ван Донг (в отличие от перевода китайского имени, когда среднее и последнее имя могут сливаться в одно слово, например, Мао Цзэдун) и придерживаться общих правил транскрипции.
Однако следует заметить, что на практике официальные правила транскрипции соблюдаются не всегда.

## Фамилия
Первая часть полного имени — это фамилия отца.
Фамилия располагается в начале полного имени, она передаётся от отца к детям. Предполагается, что существует около ста фамилий в общем пользовании, хотя некоторые из них используются гораздо чаще, чем другие.
Вьетнамские фамилии традиционно совпадают с фамилиями правящих династий. То есть во время правления династии Ли эта фамилия приобрела наибольшую популярность. Логично, что в настоящее время около 40 % вьетнамцев носят фамилию «Нгуен» по последней императорской династии Вьетнама.
Ниже приведён список из 14 самых распространённых во Вьетнаме фамилий. Все вместе они составляют 90 % фамилий вьетнамцев. Фамилии приводятся со своими китайскими эквивалентами и числом носителей в процентном соотношении:
- Нгуен — Nguyễn 阮 (38,4 %)
- Чан — Trần 陳 (11 %)
- Ле — Lê 黎 (9,5 %)
- Фам— Phạm 范 (7,1 %)
- Хюинь/Хоанг — Huỳnh/Hoàng 黃 (5,1 %)
- Фан — Phan 潘 (4,5 %)
- Ву/Во — Vũ/Võ 武 (3,9 %)
- Данг — Đặng 鄧 (2,1 %)
- Буй — Bùi 裴 (2 %)
- До — Đỗ 杜 (1,4 %)
- Хо — Hồ 胡 (1,3 %)
- Нго — Ngô 吳 (1,3 %)
- Зыонг — Dương 楊 (1 %)
- Ли — Lý 李 (0,5 %)

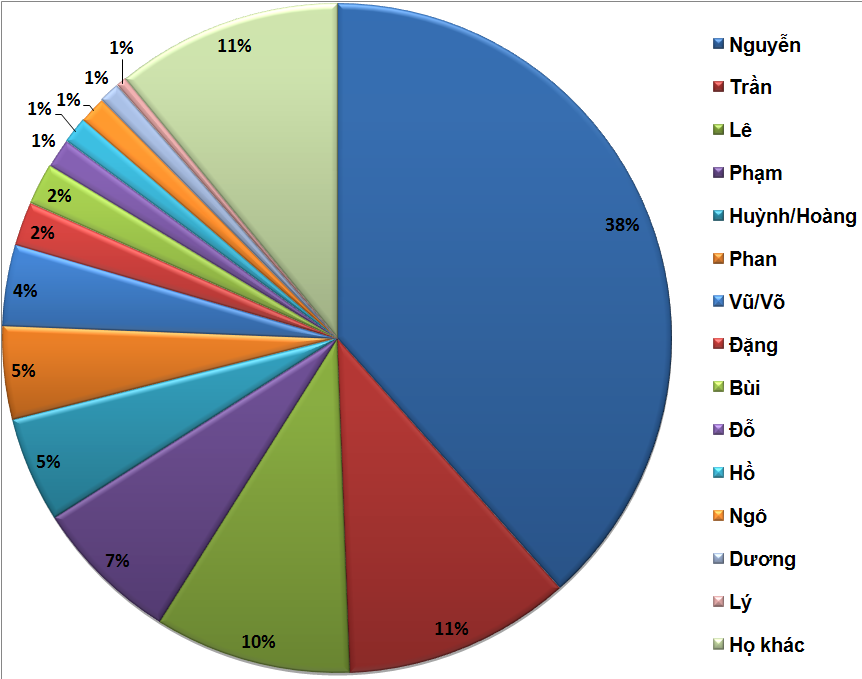
Примерное процентное соотношение вьетнамских фамилий
(~11 % — все остальные). 2005 год

Среди остальных 10 % фамилий есть те, которые принадлежат китайцам, и те, которые принадлежат остальным малым народам, проживающим на территории Вьетнама. Однако китайские фамилии обычно наследуются по дальнему предку и в настоящее время уже не осознаются как чужеродные.
Некоторые из прочих фамилий:
- Ван — Văn 文
- Доан — Đoàn 段
- Он — Ôn 溫
- Лам — Lâm 林
- Тон — Tôn 孫
- Фунг — Phùng 馮
- Ха — Hà 何
- Чыонг — Trương 张
- Чинь — Trịnh 郑
- Динь — Đinh 丁
- Тхить — Thích — фамилия, принимаемая буддийскими монахами[4]

В связи с тем, что большинство вьетнамцев имеет одни и те же фамилии, одну фамилию без имени у вьетнамцев использовать и писать не принято.

## Имя

### Среднее имя
Среднее имя (tên đệm или tên lót) отбирается родителями из довольно узкого круга. В прошлом среднее имя указывало на пол ребёнка: все женщины имели среднее имя Thị (Тхи). Средних имён мужчин было много, к XX веку наиболее частыми стали следующие: Văn (Ван), Việt (Вьет), Đan (Дан), Đình (Динь), Ðức (Дык), Duy (Зуи), Minh (Минь), Ngọc (Нгок), Sĩ (Ши), Xuân (Суан), Phú (Фу), Hữu (Хыу). В настоящее время основная функция как мужского, так и женского среднего имени — показать принадлежность к одному поколению в роду (братья и сёстры имеют одно среднее имя, отличное от предыдущих и последующих поколений).

### Личное имя
Данное имя является основной формой обращения у вьетнамцев. Имена выбираются родителями и, как правило, имеют буквальный смысл на вьетнамском языке. Для женщин имена нередко олицетворяют красоту, например, названия птиц или цветов. Имена мужчин часто отражают желаемые атрибуты и характеристики, которые родители хотят видеть в своих детях — такие как, например, нравственность.
Существуют «наборы» имён, отражающих, например, четыре женские добродетели: Конг (вьет. Công, умелая, хорошо работающая), Зунг (вьет. Dung, красивая), Хань (вьет. Hạnh, хорошо себя ведущая), Нгон (вьет. Ngôn, вежливая); четыре мифических существа: Ли (вьет. Ly, цилинь), Куй (вьет. Qui, черепаха), Фыонг (вьет. Phượng, феникс), Лонг (вьет. Long, дракон).

## Полное имя из четырёх частей
Иногда после фамилии отца ребёнку дают и фамилию матери. Тогда его полное имя состоит из четырёх частей.
Также бывают ситуации, когда среднее или собственное имя может быть двойным. Тогда мы получаем имя из четырех частей, например Нгуен Тхи Ча Ми (Nguyễn Thị Trà My), где Нгуен (Nguyễn) — фамилия, Тхи (Thị) — среднее имя, а Ча Ми (Trà My) — личное имя, имеющее значение «камелия».

## Применение имени в написании и обращении
В связи с тем, что большинство вьетнамцев имеет одни и те же фамилии, одну фамилию без имени у вьетнамцев использовать и писать не принято. Имя же без фамилии употребляется очень часто и как правило, в этом случае подразумевается фамилия Нгуен, хотя встречаются и другие варианты.
Как правило, вьетнамцы обращаются друг к другу личными именами, даже в официальных ситуациях, хотя гоноративы «господин», «госпожа» и прочие тоже используются при необходимости. Это контрастирует с ситуацией во многих других культурах, где в официальных ситуациях используется фамилия.

## Определение частей полного имени
Определить, какая часть полного имени у вьетнамца является фамилией, а какая — средним или личным именем, зачастую весьма непросто.
Во-первых, некоторые слова, как, например, Ван (Văn) могут использоваться как в качестве фамилии (Ван Тиен Зунг), так и в качестве среднего или личного имени (Нгуен Ван Као).
Во-вторых, значительная часть вьетнамцев в настоящее время проживает за пределами Вьетнама. Их имена подвергаются изменениям в виде отбрасывания фамилий и перестановки частей полного имени наоборот, на западный манер. Иногда вместо вьетнамской фамилии добавляется европейский вариант имени. К примеру, известный актёр вьетнамского происхождения Нгуен Тянь Минь Чи по всему миру известен как Джонни Нгуен, а его напарница по фильмам Нго Тхань Ван известна как Вероника Нго.
Чтобы разобраться в таких именах, нужно помнить список наиболее распространённых вьетнамских фамилий и имён, а во всех сомнительных случаях смотреть на имена обоих родителей или родственников, проживающих во Вьетнаме, чьи полные имена не подвергались искажениям.